# کار روشنفکری
کار روشنفکری عنوان کتابی است از بابک احمدی نویسنده، پژوهش گر و منتقد ایرانی. وی در این کتاب سعی دارد تعریف جدیدی از مفهوم روشنفکر ارائه دهد و در واقع از مفهوم شخص محور روشنفکر به مفهوم کنش محور کار روشنفکری برسد.